# Drepanojana
Drepanojana é um gênero de mariposa pertencente à família Eupterotidae.